# Гринвіч (парафія, Нью-Брансвік)
Гринвіч (англ. Greenwich) — парафія в Канаді, у провінції Нью-Брансвік, у складі графства Кінгс.

## Населення
За даними перепису 2016 року, парафія нараховувала 1058 осіб, показавши зростання на 1,1%, порівняно з 2011-м роком. Середня густина населення становила 9,2 осіб/км².
З офіційних мов обидвома одночасно володіли 80 жителів, тільки англійською — 975. Усього 15 осіб вважали рідною мовою не одну з офіційних, з них 5 — одну з корінних мов.
Працездатне населення становило 55,1% усього населення, рівень безробіття — 16,3% (19% серед чоловіків та 9,8% серед жінок). 84,7% осіб були найманими працівниками, а 15,3% — самозайнятими.
Середній дохід на особу становив $38 135 (медіана $26 752), при цьому для чоловіків — $49 129, а для жінок $26 621 (медіани — $36 864 та $19 456 відповідно).
29,2% мешканців мали закінчену шкільну освіту, не мали закінченої шкільної освіти — 20,2%, 50,6% мали післяшкільну освіту, з яких 23,3% мали диплом бакалавра, або вищий, 10 осіб мали вчений ступінь.
| Статево-вікова структура населення | Статево-вікова структура населення | Статево-вікова структура населення | Статево-вікова структура населення | Статево-вікова структура населення |
| ---------------------------------- | ---------------------------------- | ---------------------------------- | ---------------------------------- | ---------------------------------- |
|                                    |                                    |                                    |                                    |                                    |
| Всього                             | Всього                             | 50,9%49,1%                         |                                    |                                    |
| 0 — 14 років                       | 0 — 14 років                       |                                    | 13,3%                              | 13,3%                              |
| 15 — 64 років                      | 15 — 64 років                      |                                    | 63,5%                              | 63,5%                              |
| 65 і більше                        | 65 і більше                        |                                    | 23,2%                              | 23,2%                              |
| 85 і більше                        | 85 і більше                        |                                    | 1,9%                               | 1,9%                               |
| Середній вік (років)               | Середній вік (років)               | 45,346,5                           | 45,9                               | 45,9                               |
| Медіана (років)                    | Медіана (років)                    | 50,451,5                           | 51,1                               | 51,1                               |
| — чоловіки — жінки                 |                                    |                                    |                                    |                                    |

| Походження мешканців:     | Походження мешканців:     | Походження мешканців: | Походження мешканців: | Походження мешканців: |
| ------------------------- | ------------------------- | --------------------- | --------------------- | --------------------- |
| Походження                |                           |                       | осіб                  | %                     |
| Корінні американці        | Корінні американці        |                       | 35                    | 3.3%                  |
| Інше північноамериканське | Інше північноамериканське |                       | 565                   | 53.3%                 |
| Європейське               | Європейське               |                       | 645                   | 60.85%                |
| британське                | британське                |                       | 570                   | 53.77%                |
| французьке                | французьке                |                       | 130                   | 12.26%                |
| українське                | українське                |                       | 10                    | 0.94%                 |

| Зайнятість населення за галузями (за класифікацією NOC): | Зайнятість населення за галузями (за класифікацією NOC): | Зайнятість населення за галузями (за класифікацією NOC): | Зайнятість населення за галузями (за класифікацією NOC): | Зайнятість населення за галузями (за класифікацією NOC): |
| -------------------------------------------------------- | -------------------------------------------------------- | -------------------------------------------------------- | -------------------------------------------------------- | -------------------------------------------------------- |
|                                                          |                                                          |                                                          |                                                          |                                                          |
| Управління                                               | Управління                                               |                                                          | 7,1%                                                     | 7,1%                                                     |
| Бізнес, фінанси та адміністрування                       | Бізнес, фінанси та адміністрування                       |                                                          | 10,2%                                                    | 10,2%                                                    |
| Природничі та прикладні науки                            | Природничі та прикладні науки                            |                                                          | 3,1%                                                     | 3,1%                                                     |
| Охорона здоров'я                                         | Охорона здоров'я                                         |                                                          | 9,2%                                                     | 9,2%                                                     |
| Освіта, правозахист, муніципальні та урядові служби      | Освіта, правозахист, муніципальні та урядові служби      |                                                          | 14,3%                                                    | 14,3%                                                    |
| Мистецтво, культура, відпочинок та спорт                 | Мистецтво, культура, відпочинок та спорт                 |                                                          | 3,1%                                                     | 3,1%                                                     |
| Роздрібна торгівля та послуги                            | Роздрібна торгівля та послуги                            |                                                          | 17,3%                                                    | 17,3%                                                    |
| Гуртова торгівля, транспорт та обладнання                | Гуртова торгівля, транспорт та обладнання                |                                                          | 32,7%                                                    | 32,7%                                                    |
| Природні ресурси, сільське господарство                  | Природні ресурси, сільське господарство                  |                                                          | 2%                                                       | 2%                                                       |
| Виробництво                                              | Виробництво                                              |                                                          | 2%                                                       | 2%                                                       |

## Клімат
Середня річна температура становить 5,6°C, середня максимальна – 22,1°C, а середня мінімальна – -13,7°C. Середня річна кількість опадів – 1 236 мм.
| Клімат поселення                              | Клімат поселення | Клімат поселення | Клімат поселення | Клімат поселення | Клімат поселення | Клімат поселення | Клімат поселення | Клімат поселення | Клімат поселення | Клімат поселення | Клімат поселення | Клімат поселення | Клімат поселення |
| Показник                                      | Січ.             | Лют.             | Бер.             | Квіт.            | Трав.            | Черв.            | Лип.             | Серп.            | Вер.             | Жовт.            | Лист.            | Груд.            |                  |
| Середній максимум, °C                         | −2,64            | −1,38            | 3,64             | 9,89             | 15,96            | 20,52            | 22,12            | 21,85            | 17,69            | 11,97            | 6,46             | −0,34            |                  |
| Середня температура, °C                       | −8,2             | −6,93            | −1,91            | 4,34             | 10,39            | 14,95            | 18,00            | 17,74            | 13,58            | 7,88             | 2,35             | −4,46            |                  |
| Середній мінімум, °C                          | −13,73           | −12,5            | −7,46            | −1,22            | 4,86             | 9,40             | 13,88            | 13,62            | 9,47             | 3,76             | −1,79            | −8,56            |                  |
| Норма опадів, мм                              | 116              | 85               | 111              | 97               | 111              | 96               | 92               | 78               | 104              | 108              | 121              | 117              |                  |
| Середньомісячна швидкість вітру, м/с          | 4.25             | 4.24             | 4.30             | 4.10             | 3.72             | 3.36             | 2.99             | 2.88             | 3.24             | 3.71             | 4.03             | 4.28             |                  |
| Середньомісячна сонячна радіація, кДж/м²·день | 5342             | 8535             | 12249            | 15268            | 18160            | 20165            | 19892            | 17806            | 13392            | 8656             | 5189             | 4239             |                  |
| --------------------------------------------- | ---------------- | ---------------- | ---------------- | ---------------- | ---------------- | ---------------- | ---------------- | ---------------- | ---------------- | ---------------- | ---------------- | ---------------- | ---------------- |
| Джерело:                                      |                  |                  |                  |                  |                  |                  |                  |                  |                  |                  |                  |                  |                  |